# De VI olympiske vinterleker Oslo 1952
De VI olympiske vinterleker Oslo 1952 är en norsk svartvit dokumentärfilm från 1952 i regi av Tancred Ibsen. Den skildrar Vinter-OS 1952 i Oslo.